# Gary Kildall
Gary Arlen Kildall (19. května 1942 – 11. července 1994) byl americký počítačový vědec a podnikatel. V roce 1973 vytvořil první úspěšný operační systém pro osobní počítač (CP/M).

## Život
Pocházel z rodiny norských imigrantů do USA. Vystudoval matematiku na University of Washington v rodném Seattlu. Po studiích šel k námořnictvu, které ho v roce 1969 poslalo učit informatiku na svou školu v Monterey v Kalifornii. Zde napsal proslulý program CP/M, který, krom jiného, dovolil zápis souborů na disk. Poté založil firmu Digital Research (DRI), která se stala ve vývoji operačních systémů lídrem. IBM měla zájem o licenci na CP/M, jednání však nebyla úspěšná. Společnost Microsoft se tehdy s IBM domluvila, že koupí licenci na 86-DOS, klon CP/M od společnosti Seattle Computer, a upraví ho pro potřeby IBM PC. Kildall se po diskusích se svým právníkem rozhodl, že nepodá žalobu, a uzavřel s IBM dohodu, na základě které IBM nabízela zákazníkům operační systémy od Microsoftu i Digital Research. Strategií Microsoftu tehdy bylo nabízet operační systém za relativně nízkou cenu a získat podíl na trhu. Digital Research roku 1991 odkoupil Novell. Vytvořil poté jeden z prvních CD-ROMů, elektronickou encyklopedii Grolier Encyclopedia.